# Sphaerichthys vaillanti
Sphaerichthys vaillanti är en fiskart som beskrevs av Pellegrin, 1930. Sphaerichthys vaillanti ingår i släktet Sphaerichthys och familjen Osphronemidae. IUCN kategoriserar arten globalt som sårbar. Inga underarter finns listade i Catalogue of Life.